# خلل (مسلسل)
قلتش (بالإنجليزية: Glitch) هو مسلسل أسترالي تم عرضه لأول مرة في 9 يوليو عام 2015 على قناة أيه بي سي، تقع أحداثها في بلدة تدعى يورانا ريفية (خيالية) في فيكتوريا. وتتابع سبعة أشخاص عادوا من الموت وهم بصحة مثالية ولكن بدون ذاكرة لا أحد في المدينة يعرف السبب، المسلسل من المخرجين «توني أيريس» و«لويز فوكس»، وحصل على جائزة أفضل مسلسل درامي تلفزيوني في حفل توزيع جوائز (AACTA) لعام 2016، كما فاز بجائزة أفضل دراما في جوائز (Logie) لعام 2016.
تم عرض المسلسل لأول مرة على نتفليكس عالميًا في 15 أكتوبر عام 2016، تم عرض الجزء الثاني في 28 نوفمبر عام 2017 على نتفليكس، تم الإعلان عن تجديد المسلسل لجزء ثالث عبر فيسبوك في 20 أغسطس عام 2018، وبدأ التصوير في 17 سبتمبر 2018، تم عرضه لاحقاً في 25 أغسطس عام 2019.

## القصة
«جيمس هايز» وهو شرطي بلدة صغيرة في يورانا، فيكتوريا. يتم استدعاؤه إلى المقبرة المحلية في منتصف الليل بعد أن نهض سبعة أشخاص من الموت بصحة مثالية ولكن بدون معرفة من يكونوا، ويصممون على اكتشاف من هم وماذا حدث لهم، يكافح جيمس لإبقاء القضية مخفية عن زملائه وعائلته والعالم، بمساعدة الطبيبة المحلية «إيليشيا ماكيلار» الأشخاص السبعة جميعهم مرتبطون بطريقة ما، يبدأ البحث عن شخص يعرف حقيقة كيف ولماذا عادوا إلى الحياة.

## روابط خارجية
- خلل على موقع IMDb (الإنجليزية)
- خلل على موقع روتن توميتوز (الإنجليزية)
- خلل على موقع نتفليكس (الإنجليزية)
- خلل على موقع كينوبويسك (الروسية)
- خلل على موقع ألو سيني (الفرنسية)
- خلل على موقع قاعدة بيانات الفيلم (الإنجليزية)